# Thecostele alata
Genre
Espèce
Thecostele alata est une espèce de plantes à fleurs de la famille des Orchidaceae (les orchidées) et du genre monotypique Thecostele, originaire d'Asie du Sud-Est.

## Systématique
Deux autres espèces: T. secunda et T. maingayi ont été transférées dans le nouveau genre Thecopus par le botaniste suédois Gunnar Seidenfaden en 1983, une décision dictée par le nombre de pollinies et la forme du gynostème.

## Synonymes
- Cymbidium alatum Roxb., Fl. Ind. ed. 1832, 3: 459 (1832).
- Thecostele zollingeri Rchb.f., Bonplandia (Hannover) 5: 37 (1857).
- Collabium wrayi Hook.f., Fl. Brit. India 5: 784 (1890).
- Thecostele maculosa Ridl., Trans. Linn. Soc. London, Bot. 3: 374 (1893).
- Pholidota elmeri Ames, Leafl. Philipp. Bot. 5: 1557 (1912).
- Thecostele wrayi (Hook.f.) Rolfe, Orchid Rev. 20: 237 (1912).
- Thecostele elmeri (Ames) Ames, Philipp. J. Sci., C 8: 434 (1913 publ. 1914).
- Thecostele poilanei Gagnep., Bull. Mus. Natl. Hist. Nat., II, 3: 685 (1931).
- Collabium annamense Gagnep., Bull. Mus. Natl. Hist. Nat., II, 22: 502 (1950).

## Description
Orchidée épiphyte. L'inflorescence suspendue atteint 50 cm de long et peut compter jusqu'à 50 fleurs. La floraison peut durer deux à trois mois.

## Répartition
Depuis le Bangladesh, jusqu'à Sumatra et les Philippines.